# Belosta albipilosa
Belosta albipilosa är en tvåvingeart som beskrevs av Hardy 1944. Belosta albipilosa ingår i släktet Belosta och familjen fönsterflugor. Inga underarter finns listade i Catalogue of Life.